# Норвежский орден масонов
Норвежский орден масонов (норв. Den Norske Frimurerorden) (НОМ) — регулярная масонская великая ложа в Норвегии. Первая ложа (Св. Олафа, позже название было изменено на ложа «Св. Олафа к белому леопарду») была открыта в 1749 году и до сих пор является действующей масонской ложей. С 1818 года великая ложа избрала главным и единственным уставом Шведский устав, в котором требуется от всех масонов строго придерживаться христианской веры. В союзе Швеции-Норвегии, шведско-норвежский король был великим мастером ордена. Суверенным Норвежский орден масонов стал только в 1891 году.

## История
Ложа «Св. Олафа к белому леопарду» была создана 24 июня 1749 года на острове Ладегаард, в здании Бигдёй Конгсгаард в Христиании. Сначала ложа носила название «Св. Олаф», в честь норвежского короля Олафа II. В 1780 году изменила своё название на «Св. Олаф к белому леопарду».
В 1785 году, Ратуша Осло (построена в 1733 году) была куплена ложей «Св. Олафа». Открытие ложи было проведено Бернтом Анкером. Ложа располагалась на первом этаже, пока она в 1811 году не переехала на новое место, где она располагается сегодня, в главном храме ордена, в Осло, на Недре Волгате, 19.
Ложа «Св. Олафа» была первой масонской ложей в Норвегии, и стала материнской ложей для многих лож Норвежского ордена вольных каменщиков.
Герб ложи украшает девиз: ARTIS OPE FEROCIAM EXUIT

## Принадлежность
Ложа находилась в подчинении датских масонских лож с 1749 по 1818 годы. Первой материнской ложей в Дании была ложа «Св. Мартина», основанная в Копенгагене в 1743 году. В 1745 году была основана ложа «Зоровавель», также в Копенгагене, как ответвление от ложи «Св. Мартина». Патент ложа получила от Первой великой ложи Англии 25 октября 1745 года. Две ложи, «Св. Мартин» и «Зоровавель» были объединены 9 января 1767 года в новую ложу; «Зоровавель к северной звезде», которая стала управляющей ложей для ложи «Св. Олафа».
В 1818 году, благодаря союзу между Норвегией и Швецией, ложа «Св. Олафа к белому леопарду» вошла в Шведский орден масонов. Эта ложа стала одной из шести лож-основательниц Норвежского ордена масонов (Х провинция) 24 июня 1891 года.

## Устав
В 1749 году ложа «Св. Олафа» была исключительно символической ложей Св. Иоанна, которая практиковала степени ученик, подмастерье, мастер. В 1752 году ложа также постепенно начала практиковать дополнительные степени Устава строгого соблюдения. Формирование устава было закончено в 1762 году, но он не практиковался в сотрудничестве с копенгагской ложей до 1782 года.
Исправления в устав были введены в Дании и Норвегии в 1782 году, под влиянием французского масонства. В ходе этого исправления была удалена легенда о тамплиерах.
В 1818 году, ложа «Св. Олафа» была передана в дополнительные степени Шведского ордена масонов. И в 1819 году она была преобразована в символическую ложу Св. Иоанна, практикующую с тех пор только три первых символических градуса.

## Структура ордена
Орден состоит из:
- 63 лож Св. Иоанна (Iº — IIIº);
- 19 лож Св. Андрея (IVº — VIº);
- 3 лож Стюардов второго ордена (VIIº);
- 4 лож Стюардов первого ордена (VIIº — VIIIº);
- 3 провинциальных лож (VIIº — Xº);
- Великой ложи (VIIº — XIIº)
- и одной исследовательской ложи[5].

## Орден сегодня
По состоянию на 2015 год Норвежский орден масонов объединяет около 17 000 масонов в 94 ложах. Главный храм ордена находится в Осло, на Недре Волгате 19, недалеко от здания норвежского парламента.

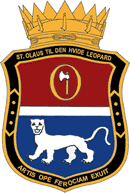
Герб ложи «Св. Олафа к белому леопарду»
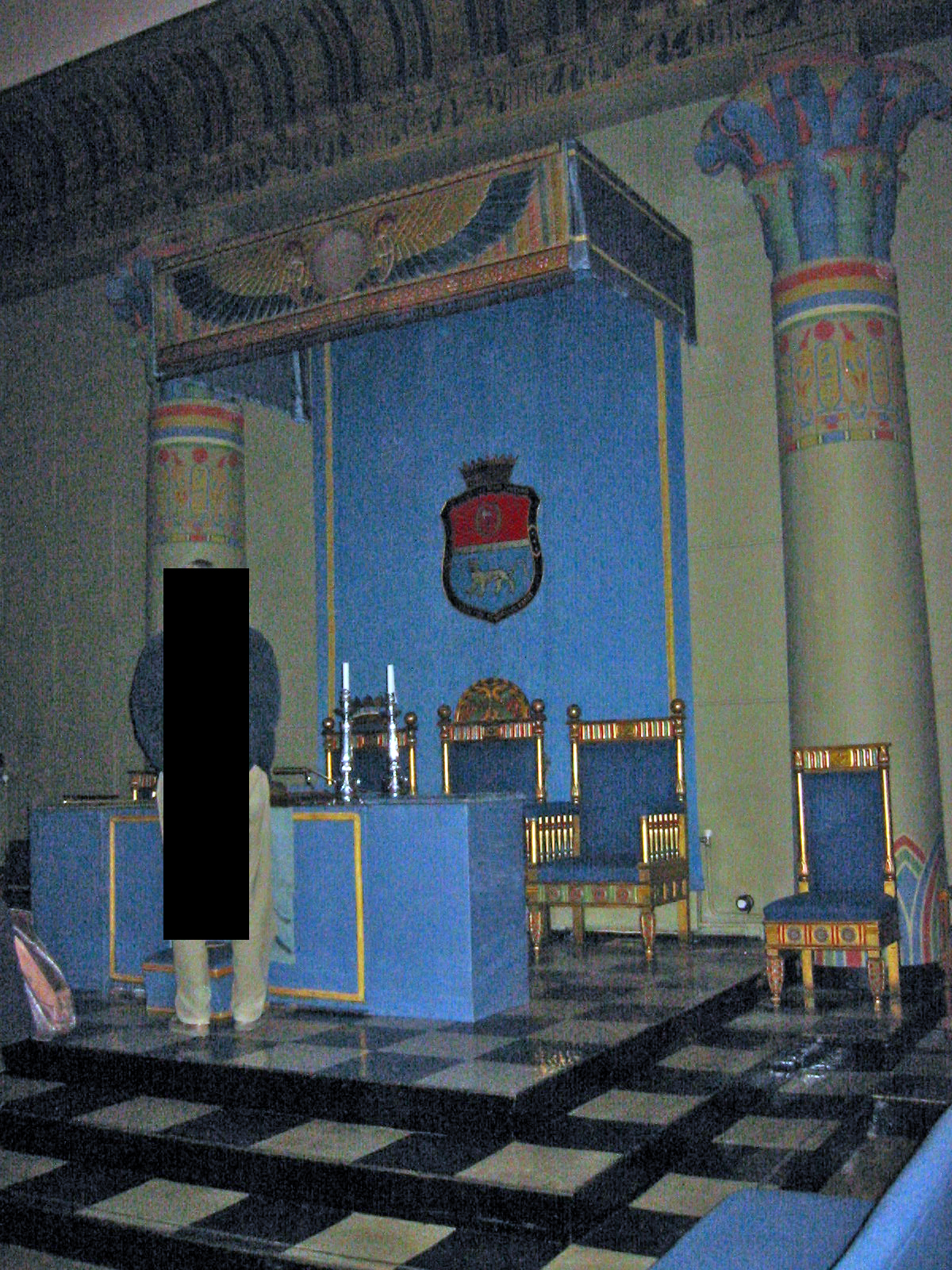
Интерьер одной из лож
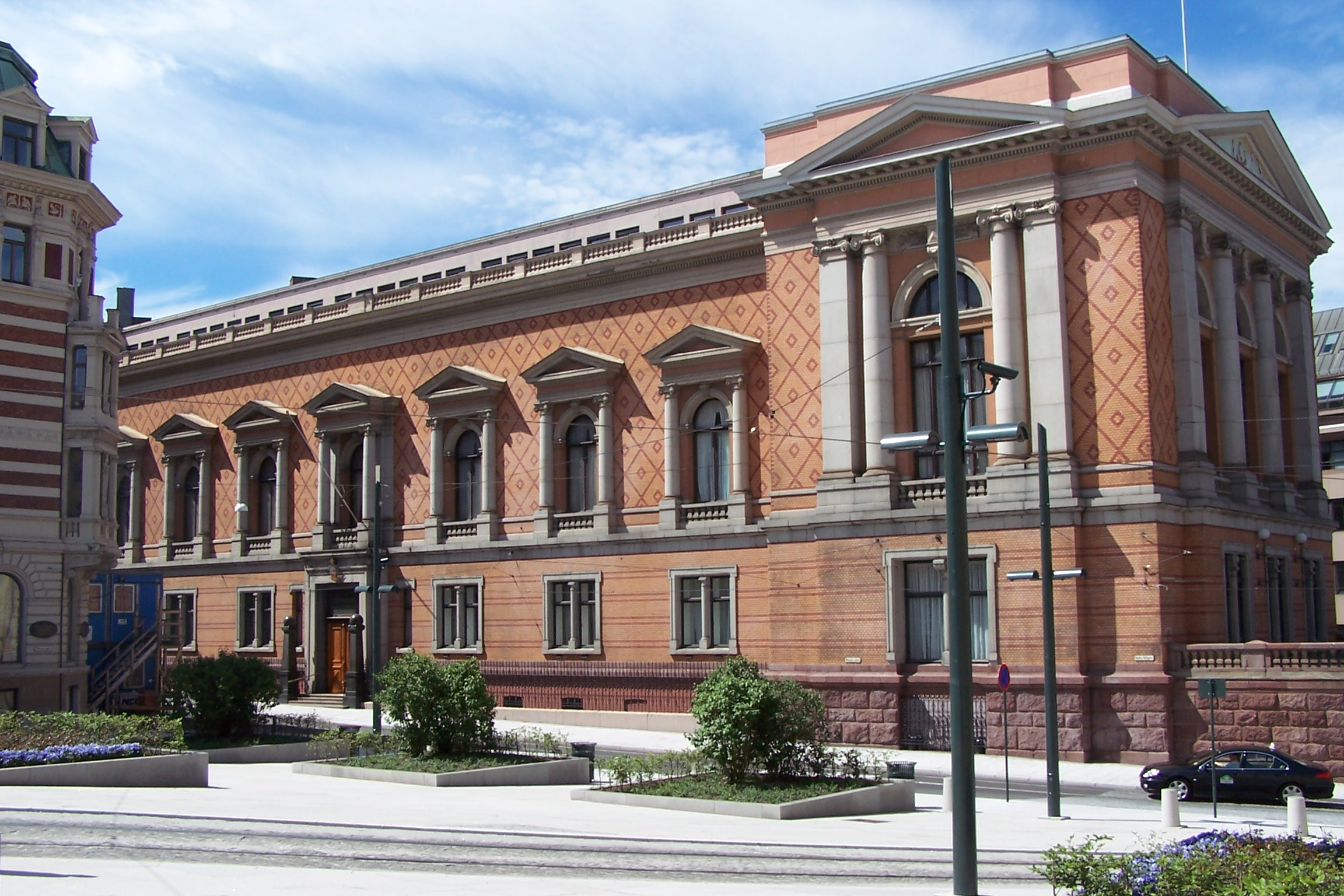
Главный храм ордена